# Hoppelberg
Der Hoppelberg ist eine markante, 308 m ü. NHN hohe Erhebung südöstlich des Halberstädter Vorortes Langenstein im Landkreis Harz in Sachsen-Anhalt.

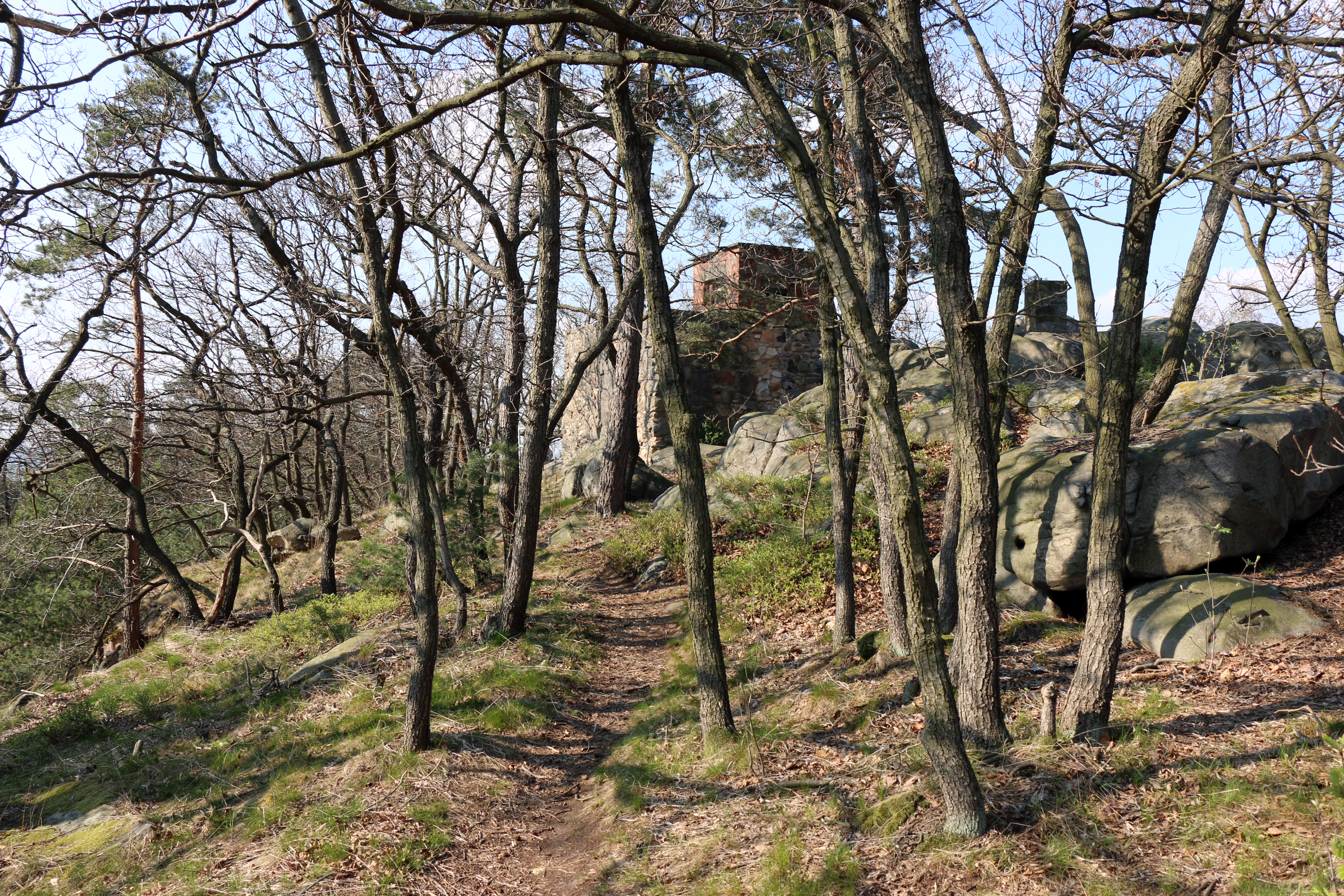
Auf dem Hoppelberg bei Langenstein. In der rechten Bildhälfte hinter den Bäumen erkennbar sind anstehender „Neokom-Sandstein“ und mittig, weiter im Hintergrund, ehemalige ZV-Gebäude und ein TP-Pfeiler.

Es handelt sich dabei um einen Schichtkamm aus verkieseltem (quarzzementiertem) Sandstein der Unterkreide („Neokom-Sandstein“).
Geologisch liegt der Hoppelberg auf der Sattelachse des Quedlinburger Sattels und bildet damit die nordwestliche Grenze zwischen Blankenburger und Halberstädter Mulde. Der Berg liegt im gleichnamigen Naturschutzgebiet.
Unmittelbar auf dem Gipfel befindet sich neben einem alten Steinbruch das leerstehende Gebäude eines Beobachtungspostens der früheren Zivilverteidigung.